# Mors (motoryzacja)
Mors – francuskie przedsiębiorstwo produkujące samochody wyścigowe oraz eleganckie auta wyższej klasy.
Zostało założone przez braci Mors, którzy byli pionierami motoryzacji we Francji końca XIX wieku. Do roku 1907 funkcjonowało pod nazwą "Société d'Electricite et d'Automobiles Mors", aby w 1908 roku przekształcić się w "Société Nouvelle des Automobiles Mors". W 1906 roku do firmy wszedł André Citroën, który z czasem włączył zakłady Mors do swego koncernu. Po 1925 roku zaprzestano produkcji aut pod marką Mors. Zaś nazwa "Mors" pojawiała się na rynku motoryzacyjnym w związku z produkcją artykułów elektrycznych.
Przedsiębiorstwo znane było przede wszystkim z udziału w wyścigach samochodowych przed I wojną światową. W 1901 roku wystawiono model 60HP, w 1903 roku model Dauphin z opływową jak na ówczesne czasy sylwetką, a w 1908 roku model ACF. Model "Dauphin" wygrał w 1903 roku wyścig Paryż - Madryt.

## Znane modele
- 6HP Dogcart (1898)
- 10HP Tonneau (1901)
- 10 CV (1901
- Mors 32 KM Roi-des-Belges(1904)
- 10 KM (1906)
- N (1910)
- RX (1913)
- SSS Torpedo (1920)
- SSS 12/16 CV (1923)

Mors 6HP Dogcart z roku 1898
Mors 10HP Tonneau z roku 1901
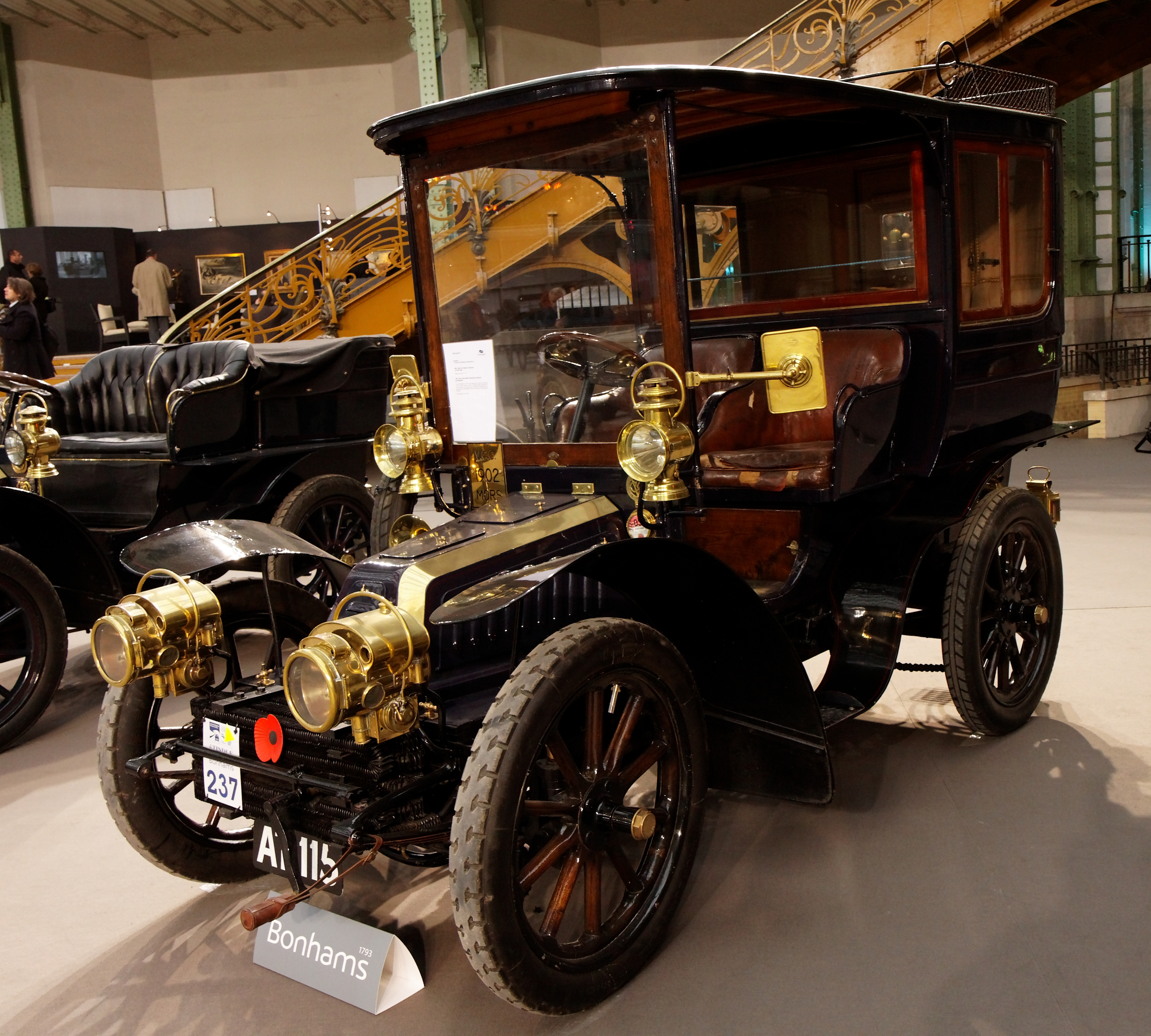
Mors 15 CV (1902)
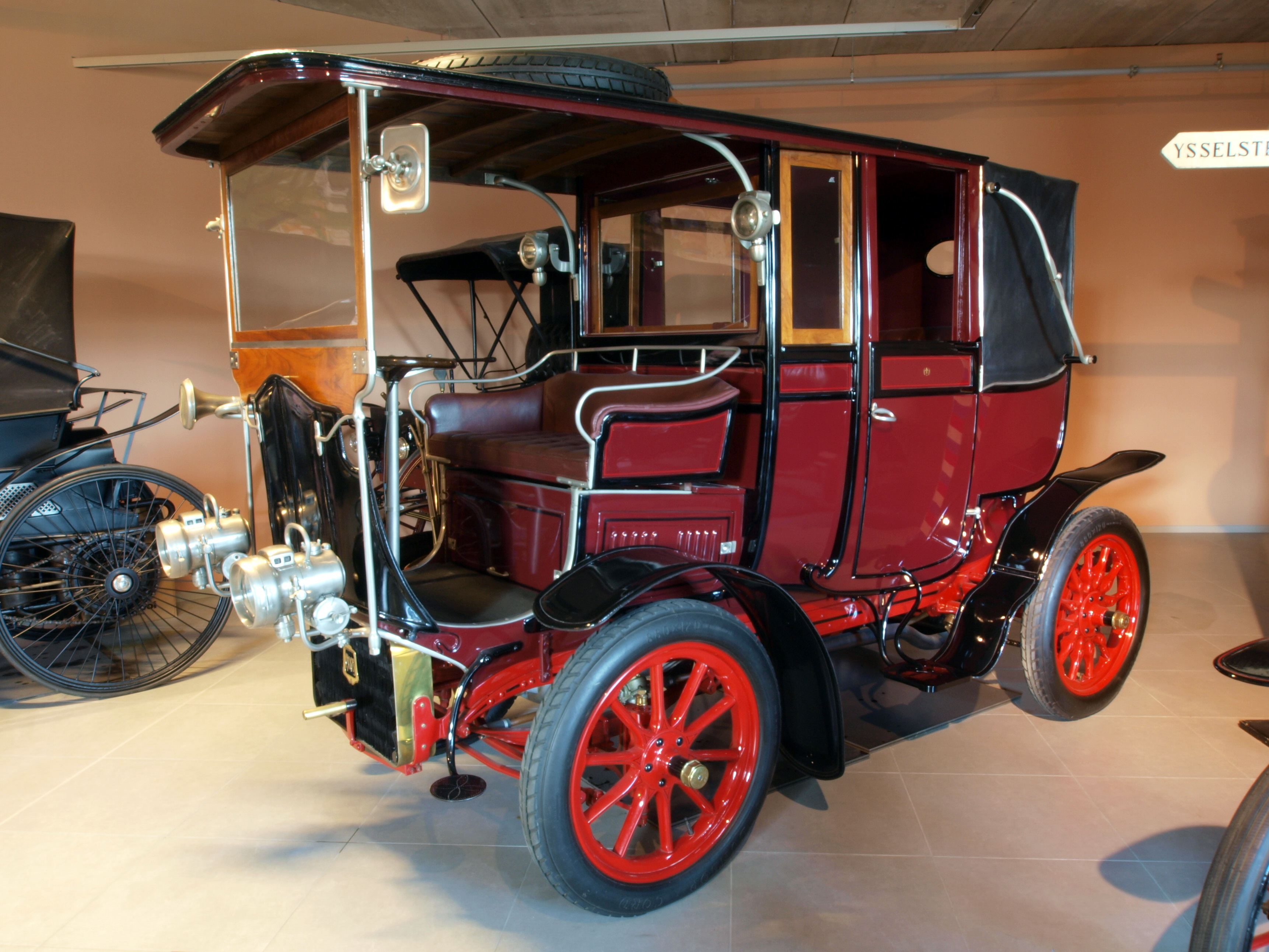
Mors 14/19 HP (1904)
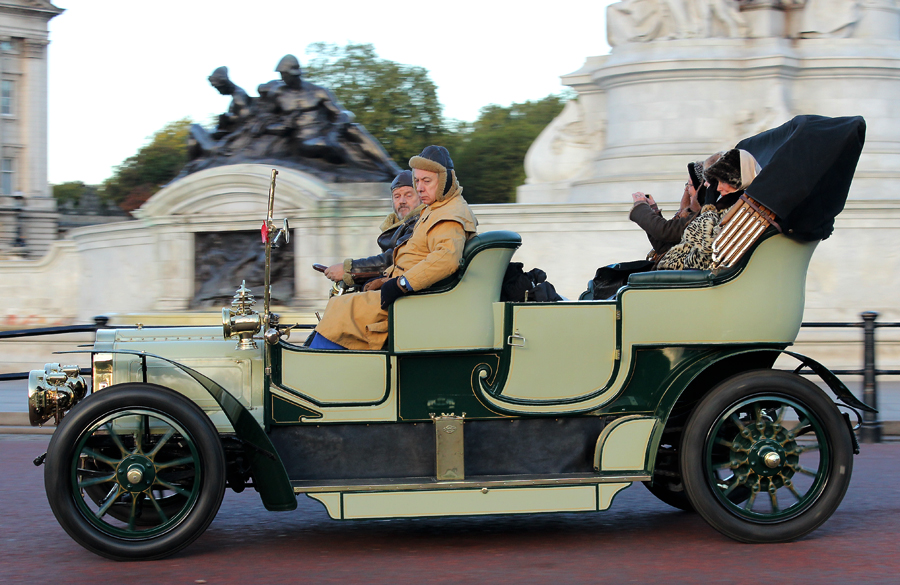
Mors 32 HP Roi-des-Belges z roku 1904
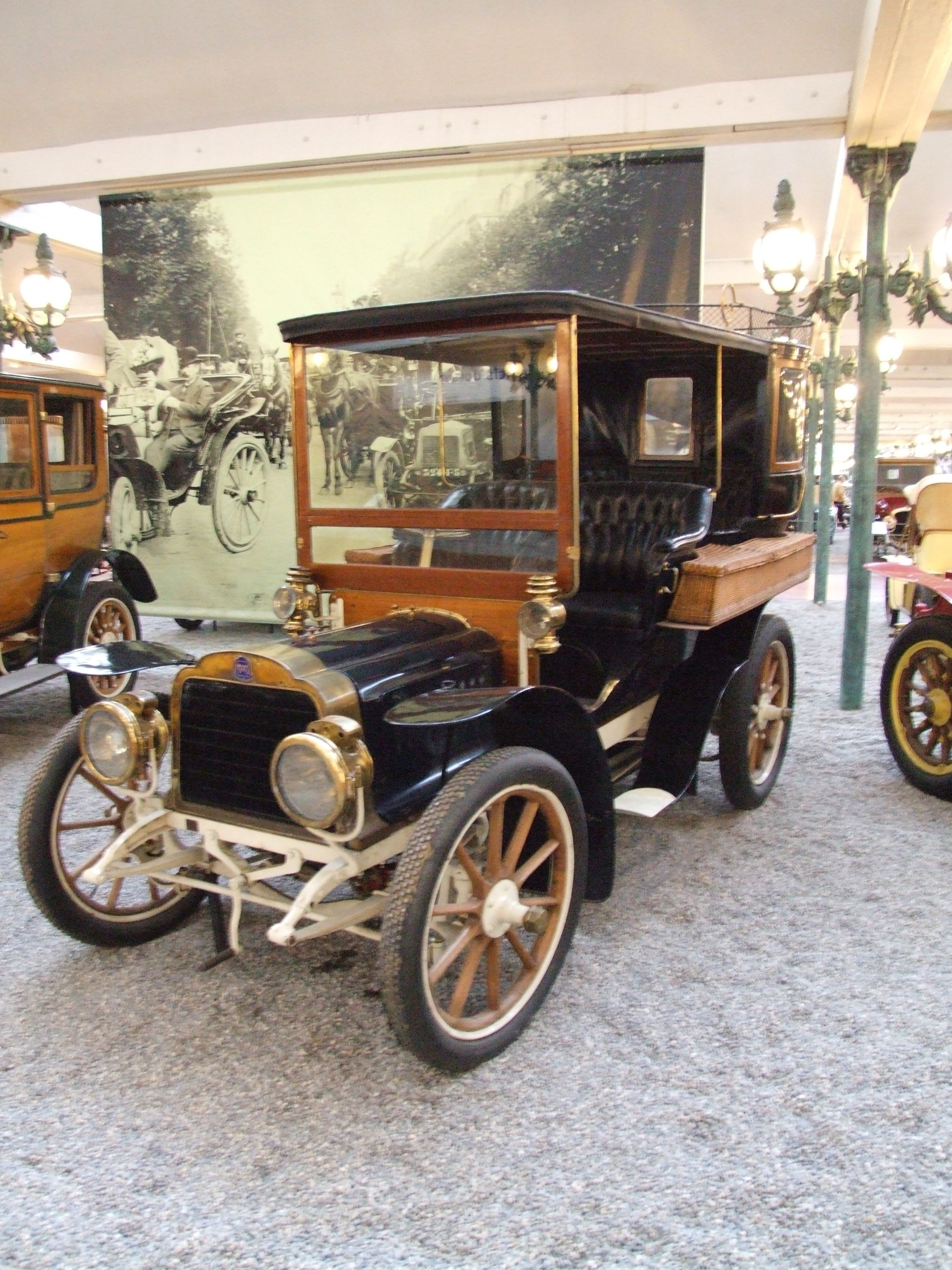
Mors Typ N (1910)